# Jermolino
Jermolino (russisch Ермо́лино) ist eine Kleinstadt in der Oblast Kaluga (Russland) mit 10.409 Einwohnern (Stand 14. Oktober 2010).

## Geographie
Die Stadt liegt etwa 75 km Luftlinie nordnordöstlich der Oblasthauptstadt Kaluga am Oka-Nebenfluss Protwa. Das Stadtzentrum liegt am rechten (südlichen) Ufer in einer Flussschleife, mehrere, einige Kilometer auseinander liegende Stadtteile am linken Ufer.
Jermolino gehört zum Rajon Borowsk und ist von dessen Verwaltungszentrum Borowsk sieben Kilometer in östlicher Richtung entfernt. Nur etwa fünf Kilometer östlich von Jermolino befindet sich das Zentrum einer weiteren Stadt, Balabanowo.

## Geschichte
Das frühere Dorf Jermolino entwickelte sich zu einem Industriestandort, als dort der Kaufmann Fjodor Issajew 1880 eine Fabrik für Baumwollstoffe gründete. Gegen Ende des 19. Jahrhunderts hatte der Betrieb bereits 500 Beschäftigte. Nach der Oktoberrevolution 1917 wurde er verstaatlicht; der Ort wuchs weiter und erhielt 1928 den Status einer Siedlung städtischen Typs.
Im Zweiten Weltkrieg war die Siedlung von Oktober 1941 bis Januar 1942 von der deutschen Wehrmacht besetzt. Die zerstörte Textilfabrik nahm nach dem Wiederaufbau 1946 den Betrieb auf. In Folge wurden in Jermolino, im Ballungsgebiet um Obninsk–Balabanowo-Borowsk gelegen, weitere Industriebetriebe angesiedelt. Am 28. Dezember 2004 erhielt der Ort die Stadtrechte.

### Bevölkerungsentwicklung
| Jahr | Einwohner |
| ---- | --------- |
| 1939 | 5.833     |
| 1959 | 5.703     |
| 1970 | 7.356     |
| 1979 | 8.015     |
| 1989 | 10.573    |
| 2002 | 9.454     |
| 2010 | 10.409    |

Anmerkung: Volkszählungsdaten

## Kultur und Sehenswürdigkeiten
In einem Ortsteil von Jermolino, dem früheren Dorf Russinowo am linken Protwa-Ufer, stehen die Ruinen der 1812 erbauten Nikolai-Kirche (russ. zerkow Nikolaja Tschudotworza). Der Wiederaufbau der Kirche ist im Gange.

## Wirtschaft und Infrastruktur
Neben der Textilfabrik (heute im Besitz der OAO Jermolino) gibt es in Jermolino seit 1996 ein Werk für Glasfaserkabel (SAO Transwok/JSC Transvoc).
Die nächstgelegene Eisenbahnstation befindet sich in Balabanowo an der Strecke Moskau – Brjansk – Kiew. Nördlich von Jermolino verläuft die Fernstraße A108, der Moskauer Großer Ring, der bei Balabanowo die Fernstraße M3 kreuzt, die ebenfalls Moskau mit der ukrainischen Grenze in Richtung Kiew verbindet. Bei Jermolino zweigt von der A108 die Straße in das Rajonverwaltungszentrum Borowsk ab.
Nördlich der Stadt befindet sich ein Militärflugplatz (ICAO-Code UUWE), der von einem Fliegerregiment des Innenministeriums (MWD) und der Flugbereitschaft der Strategischen Raketentruppen (RWSN) der Russischen Föderation genutzt wird.